# 紫山 (南阳)
紫山原名“紫灵山”，后简称紫山，因山体灵秀，石呈紫色而名。位于河南省南阳市西北部的潦河镇。整个山体南北延绵8公里，跨越面积25平方公里。据明《嘉靖南阳府志》载：“紫山，有汉末庞士元隐居处，遗迹有凤雏台。”
紫山原名“紫灵山”，后简称紫山，因山体灵秀，石呈紫色而名。位于河南省南阳市北部谢庄乡。整个山体南北延绵8公里，跨越面积25平方公里。据明《嘉靖南阳府志》载：“紫山，有汉末庞士元隐居处，遗迹有凤雏台。”
紫山系南阳市郊九架孤山之一。因山体秀丽，石呈紫色，且盛产中药材“紫柴胡”而得名。整个山体呈东北－西南走向。玉皇顶、暮柱陵、翔凤岗等14座大小山头，呈“不”字型排列，是流往南阳市区的梅溪河、温凉河、十二里河等主要河流的发源地。其中玉皇顶又称紫灵峰，为紫山主峰，海拔325.4米。